# (5882) 1992 WW5
(5882) 1992 WW5 (1992 WW5, 1980 FP1, 1989 AM4, 1991 NG7) — астероїд головного поясу.
Тіссеранів параметр щодо Юпітера — 3,301.